# すっぱい葡萄

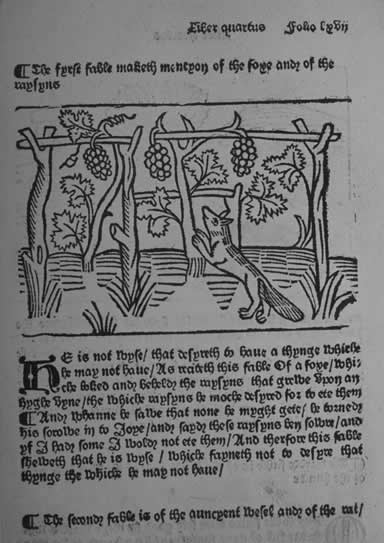
本作を扱った既知で最古の印刷物／ウィリアム・キャクストンの出版物『イソップ寓話』（1484年3月26日刊）の1ページ。この挿絵において、葡萄は農作物として描かれている。

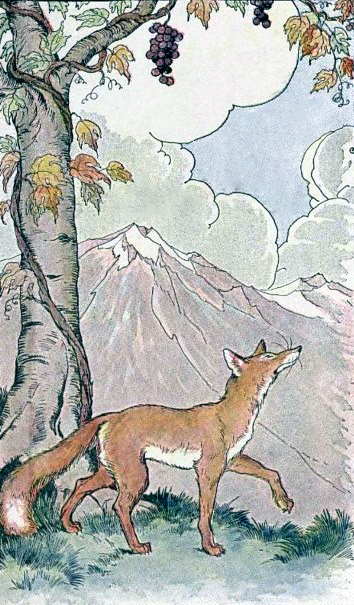
ミロ・ウィンターの手になる挿絵／"The Æsop for Children "（1919年刊）より。

「酸っぱい葡萄」（すっぱいぶどう）は、イソップ寓話（ペリー・インデックス15）の一つで、その邦題（日本語題名）の一つ。原題（古代ギリシア語題名）は "Ἀλώπηξ καί σταφυλή"（ラテン翻字：Alópex kái staphylé、和訳：狐と葡萄）、ラテン語題名は直訳した "Vulpes et uva "、英題も直訳した "The Fox and the Grapes " で、邦題にも直訳した「狐と葡萄（きつねとぶどう）」がある。狐が己が取れなかった後に、狙っていた葡萄を酸っぱくて美味しくないモノに決まっていると自己正当化した物語が転じて、酸っぱい葡萄（sour grapes）は自己の能力の低さを正当化や擁護するために、対象を貶めたり、価値の無いものだと主張する負け惜しみを意味するようになった。

## 原典
イソップ寓話の原典については、存在したかどうかも含めて不明である。現存するのは全て後世に編集されたもので、ここでは以下の3言語における“編集された本文”を記載する。
1. 原典に近い時代に古代ギリシア語で編集されたと考えられる古代ギリシアの寓話収集者バブリウス（2世紀）の寓話詩集に見られる韻文化された本文（※表記するのは、古代ギリシア語本文に約物を添えた文体）。
2. 原典に近い時代にラテン語に翻訳・編集されたと考えられる古代ローマの寓話詩人パエドルス（別発音：ファエドルス、ほか。フルネーム：Gaius Julius Phaedrus。紀元前20年か紀元前15年 - 紀元後50年か51年）の手になる本文（※表記するのは、ラテン語本文に約物を添えた文体）。韻文である (1) と違って (2) は散文であり、その意味で原典に近い翻訳と考えられる。
3. クリストファー・スマート（英語版）が (2) を原文として英訳した本文。[4]

## あらすじ
お腹を空かせた狐は、たわわに実ったおいしそうな葡萄を見つけた。食べようとして懸命に跳び上がるが、実はどれも葡萄の木の高い所にあって届かない。何度跳んでも届くことは無く、狐は、怒りと悔しさから「どうせこんな葡萄は酸っぱいに決まっている。誰が不味そうな葡萄なんか食べてやるものか」と負け惜しみの言葉を吐き捨てると別の食べ物を探しに去っていった。

## 用語・解説
自分こそが手に入れたかったが、到底かなわない対象と判断・諦めた後に、一部の人々はその対象を一転「価値の無いもの」「自分にふさわしくない低級なもの」と無意識に思い込もうとし、それを理由に諦めた原因である己の能力の不足と向き合うことから逃げて、心の平安を得ようとする。
フロイトの心理学では、この人々の自己正当化・自己防衛思考を防衛機制および合理化の例とする。また、社会心理学においては、認知的不協和の例とされる。英語には、この寓話を元に生まれた熟語として "sour grapes" があるが、これは「負け惜しみ」を意味する。「負け惜しみを言う」が"cry sour grapes" 、「負け惜しみを言う人」は"sour loser"や"bad loser"と言われている。

## 歴史

### 年表
- 紀元前後数十年以内 - 古代ローマの寓話詩人パエドルス（ファエドルス）によるラテン語訳。
- 2世紀 - 古代ギリシアの寓話収集者バブリウスによる韻文化と編集。
- 1484年3月26日 - 本作を扱った既知で最古の印刷物の刊行／イングランドの商人で外交官・作家・印刷業者であったウィリアム・キャクストンの出版物『イソップ寓話』の1ページとして確認できる。■右列上段に画像あり。

## ギャラリー

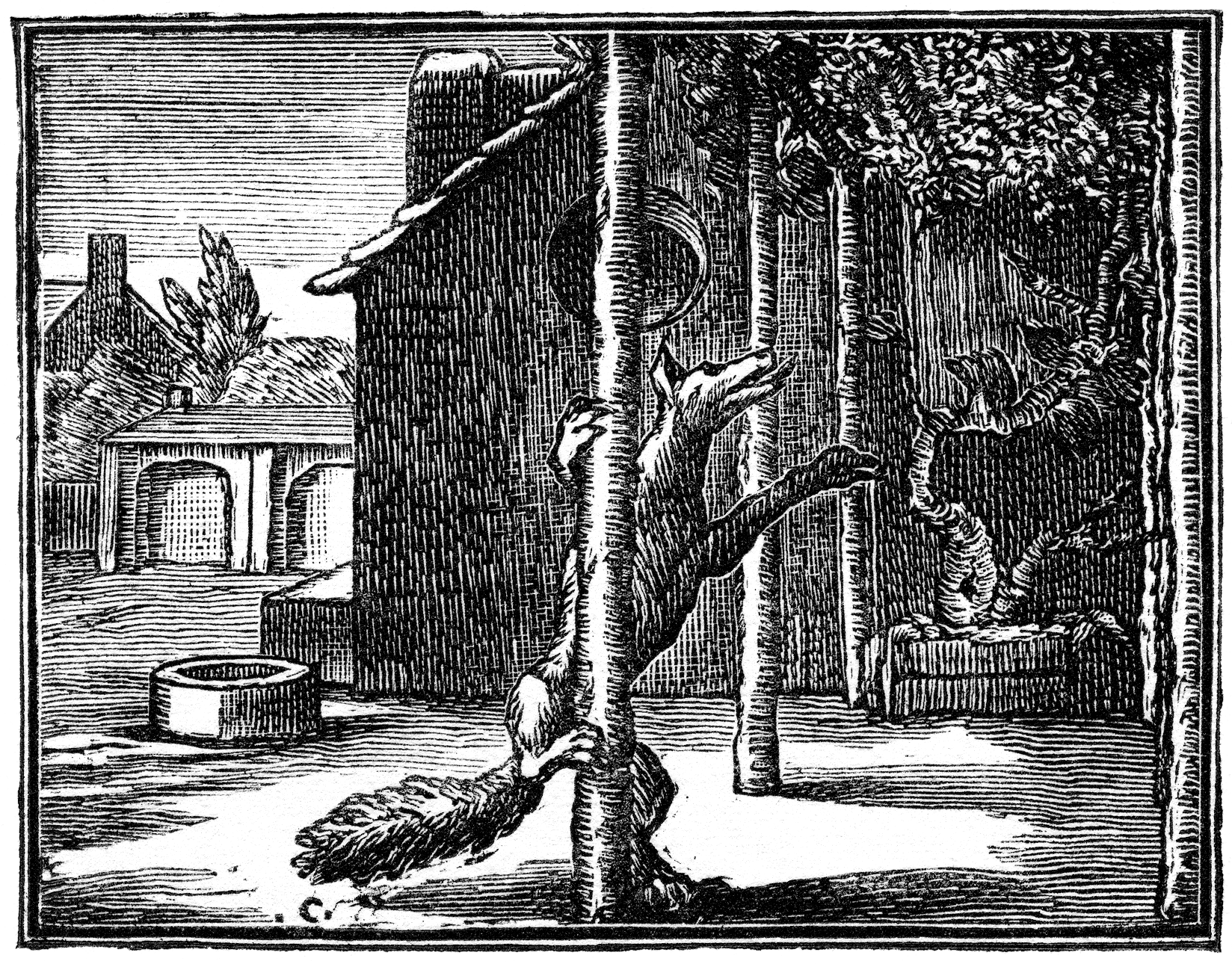
フランソワ・ショヴォー（英語版）の手になる木版画挿絵／ジャン・ド・ラ・フォンテーヌ『寓話詩（英語版）』（1694年初版刊行）より。
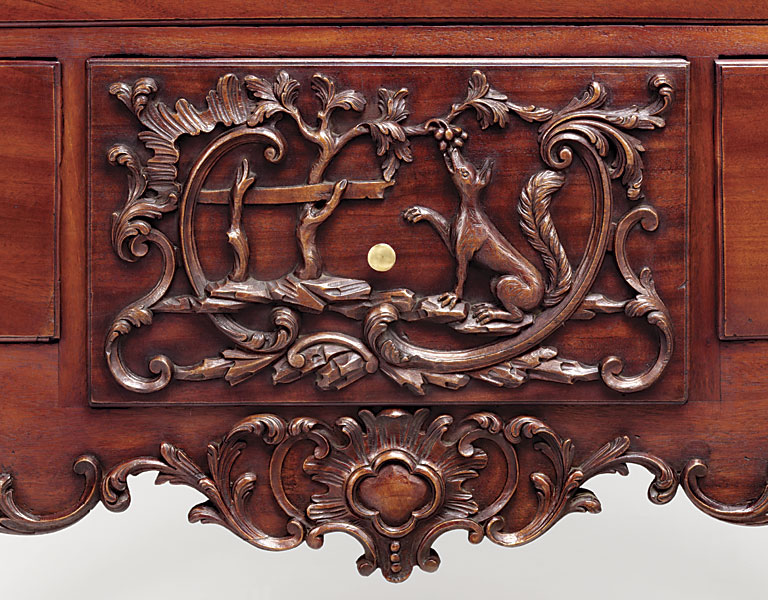
ハイチェストのレリーフとして彫られた『狐と葡萄』／木工家具作家 Martin Jugiez の手になる1765-1775年間の作。フィラデルフィア美術館所蔵。
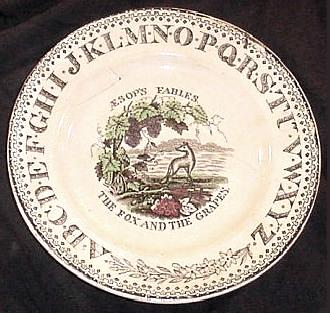
本作をデザインに採用した皿／1880年の作。ブラウンヒルズ陶器。
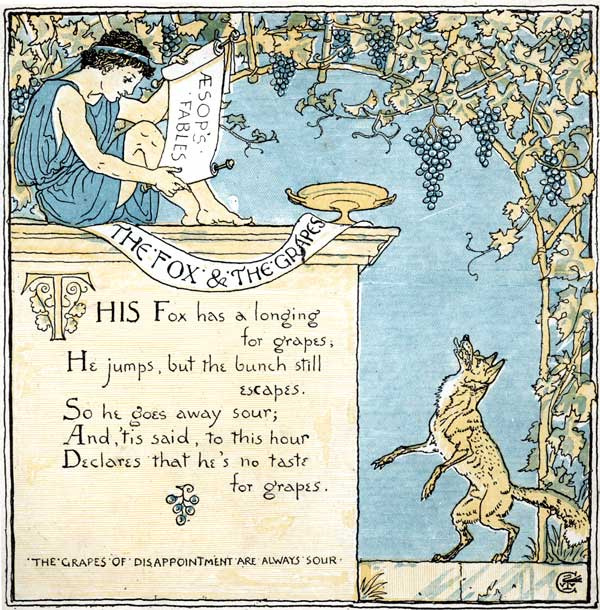
ウォルター・クレインのイラスト／装飾性に富む美麗な児童書を数多く手がけたイギリス人芸術家による1887年の作。
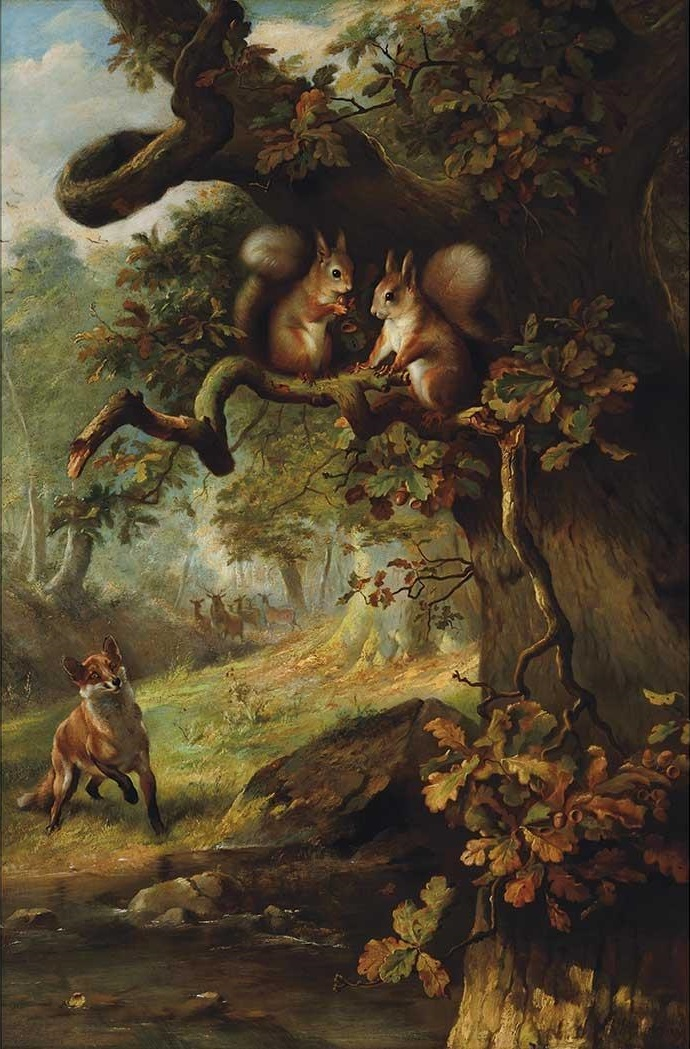
ウォルター・ハント (Walter Hunt、1861-1941年) （英題） "Sour grapes"／イギリス人画家による1890年の油彩画。
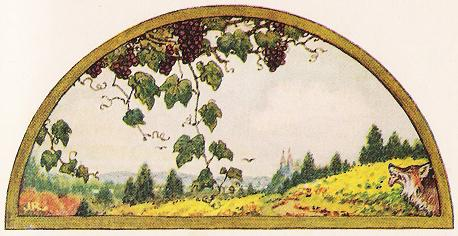
ジョン・レイ (John Rae) のイラスト／"Fables in Rhyme for Little Folks "（1918年刊）より。